# Grote Prijs van Nederland (muziek)
De Grote Prijs van Nederland is een muziekprijs die jaarlijks wordt uitgereikt.
Er zijn drie categorieën: Bands, Hiphop en Singer-songwriter. De Grote Prijs werd in 1983 in het leven geroepen door muziektijdschrift OOR, omroep VARA en het Lochem Festival. Het is de grootste en langstlopende nationale muziekcompetitie. De finales vinden plaats in Paard in Den Haag en Paradiso en de Melkweg in Amsterdam.
De Grote Prijs van Nederland bestaat onder andere uit festivaloptredens, studiotijd, repetitieruimte, een persoonlijk ontwikkeltraject en professionele coaching. Sinds 1996 wordt er per categorie ook een Publieksprijs uitgereikt. Van 1996 t/m 2013 werden er bovendien Beste Muzikantprijzen uitgereikt.
Bands/acts kunnen zich alleen online inschrijven. Daarbij dient men 2 tot 3 mp3's te uploaden samen met een bandbiografie en een foto. Een professionele en onafhankelijke jury beluistert de mp3's en maakt hiervan een juryrapport. De beste acts worden live beoordeeld op podia door het hele land in kwartfinales en halve finales. Nieuw sinds 2012 is dat 10 van de 35 kwartfinalisten door het publiek worden gekozen door middel van online stemmen.

## Winnaars

### 2023 - heden
Na 2019 was er voor enige tijd geen Grote Prijs van Nedeland. Vanaf 2023 was er opnieuw maar één categorie voor de Grote Prijs van Nederland, die vanwege een sponsoring met Mentos was omgedoopt naar de Mentos Grote Prijs van Nederland. De winnaars sindsdien zijn:
- 2025: De Zweefclub
- 2024: Jaïr Faria
- 2023: Lance Priester en Coeur

### 1995 - 2019
| Jaar | Bands                     | Singer-songwriter                    | Dance                 | Hiphop                         | Publieksprijzen                                                    |
| ---- | ------------------------- | ------------------------------------ | --------------------- | ------------------------------ | ------------------------------------------------------------------ |
| 2019 | WIES                      | KEES                                 |                       | Zeus, voorheen Juliusrhymz DHZ |                                                                    |
| 2018 | Amartey                   | Glenn Foreman                        |                       | Rey Tranquilo                  | Foxlane, Laura Sjin, Auraphilly                                    |
| 2016 |                           | Vic Willems                          |                       | SoulTrash                      | One Clueless Friend, Massi                                         |
| 2015 | Blupaint                  |                                      |                       | Nanah Dae                      | 45ACIDBABIES, ALPHADNA                                             |
| 2014 | Leeways                   | Charl Delemarre                      |                       |                                | Try Acrobatics, Jeanne Rouwendaal                                  |
| 2013 |                           | Sofia Dragt                          |                       | Mongoose                       | Jürgen Visser en De Linkse Hobby's, Insayno                        |
| 2012 | Über-Ich                  | Rogier Pelgrim                       |                       | Flow&Co                        | Karma's lab, Discipline, Rather Real, Lieve Bertha                 |
| 2011 | Woot                      | Yori Swart                           | Presk                 | Zanillya Farrell               | Sparrow Falls, Jeroen Kant & Ratten in de Schuur, Shambok, Ogri Ai |
| 2010 | Ethereal                  | Nicole Bus                           | Individualism         | Kalibwoy                       | The Fudge, Case Mayfield, Boef en de Gelogeerde Aap, Individualism |
| 2009 | The Cosmic Carnival       | Eefje de Visser                      | Pitto                 | Dret & Krulle                  | Mathijs Leeuwis                                                    |
| 2008 | Two Way Radio             | Fabiana Dammers                      | Applescal             | M.O. & Brakko                  | Space Pirates, theFringe                                           |
| 2007 | Good Dog Happy Man        | Leine                                | Matik                 | Kleine Jay                     | Dio, A Silent Express, Shirazi, Jodymoon                           |
| 2006 | The Kevin Costners        | Lucky Fonz III                       | —                     | Blaxtar                        | Cartes, Zwart op Wit, Signe Tollefsen                              |
| 2005 | Silence is Sexy           | Roosbeef                             | —                     | Jawat!                         | Impossible Situations, Left, Jiggy Djé                             |
| 2004 | Lemonseven                | Charlie Dée                          | Drillem               | Typhoon                        | Yes-R, SUWU3, Anderson                                             |
| 2003 | Eleven                    | Marike Jager                         | Nobody Beats the Drum | Skiggy Rapz                    | Solid Decay, Playroll, a balladeer, Skiggy Rapz                    |
| 2002 | Satellite7                | Me Mystery                           | Artefact              | Corey                          | Busted, DAC, Henkus                                                |
| 2001 | Zober                     | Ernesto Oosthuizen                   | Perplex               | Raymzter                       | D-Men, Bump, Face Tomorrow, Orfeo                                  |
| 2000 | Incense                   | Maartje Teussink                     | Quick & Brite         | Vigilante                      | A Pin’s Fee, Gemini                                                |
| 1999 | Mind Menders              | Marien Dorleijn                      | Longplayers           | Avalanche                      | Ebony Impact, General Electric, Dimension Seven, Sharon Gosler     |
| 1998 | Redivider en Itchi Bitchi | Marjolein                            | Prince Abooboo        | Brainpower                     | Voltage, Femmes Vattaal, Chosen 4, Teussink & Van Huffelen         |
| 1997 | Suburbs                   | Lotte van Dijck en Marjolein Reitsma | Xceptional            | Herdley Everett                | Volumia!                                                           |
| 1996 | Green Lizard              | Wiger Vitringa                       | Junkie XL en Theremin | Gutt                           | Sure as Hell                                                       |
| 1995 | Raise the Roof            | Jacco van der Steen                  | —                     | —                              |                                                                    |

### 1983 - 1994
In 1994 werd er geen Grote Prijs uitgereikt. Daarvoor was er maar één categorie:
- 1993: 20 Brothers House
- 1992: Doc Aerobics Lobo Probe
- 1991: Super and the Allstars
- 1990: La Lupa
- 1989: (niet uitgereikt)
- 1988: One Track Charlie
- 1987: The Riff
- 1986: Longstoryshort
- 1985: Gin on the Rocks
- 1984: GaGa
- 1983: Neel

### Andere deelnemers
Andere bekende deelnemers aan de Grote Prijs van Nederland zijn o.a. Tröckener Kecks (1983), I've Got The Bullets (1985), Loïs Lane (1986), Gotcha! (1990), The Prodigal Sons (1991), Total Touch (1991), Johan (1992, toen nog onder de bandnaam Visions Of Johanna) en Ali B (2002)